# بيل ستار
ميرا مايبيل شيرلي ريد ستار (بالإنجليزية: Belle Starr) (5 فبراير 1848 - 3 فبراير 1889) عرفت أكثر باسم بيل ستار وهي سيدة أمريكية سيئة السمعة خارجة عن القانون.